# 圣费利克斯德里约托尔
圣费利克斯-德里约托尔（法語：Saint-Félix-de-Rieutord，法語發音：[sɛ̃ feliks də ʁjœtɔʁ]）是法国阿列日省的一个市镇，位于该省中部偏东北，属于帕米耶区。

## 地理
圣费利克斯-德里约托尔（43°2'47"N, 1°40'23"E）面积6.77 平方千米，位于法国奧克西塔尼大區阿列日省，该省份为法国西南部内陆省份，西部和北部与上加龙省接壤，东临奥德省，东南至东比利牛斯省接壤，南与安道尔和西班牙接壤。
与圣费利克斯-德里约托尔接壤的市镇（或旧市镇、城区）包括：库萨、居达斯、塞居拉、瓦里耶、达卢。
圣费利克斯-德里约托尔的时区为UTC+01:00、UTC+02:00（夏令时）。

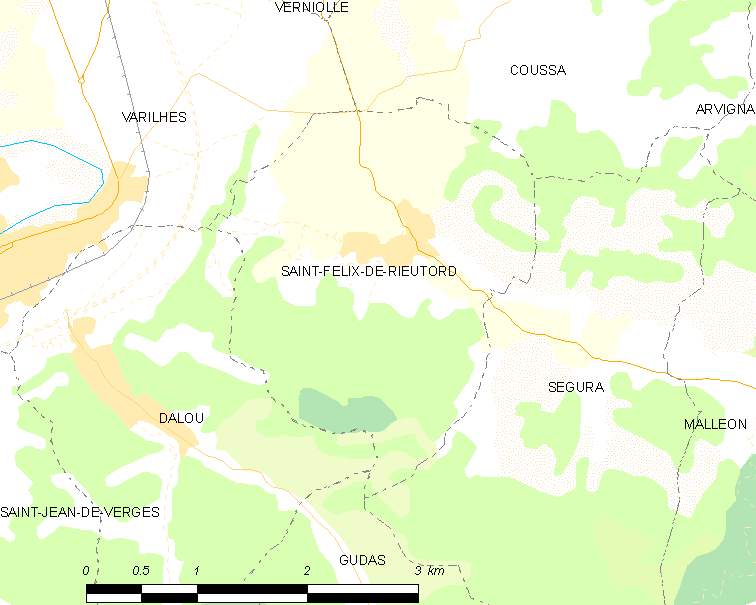
圣费利克斯-德里约托尔的OSM定位图

## 行政
圣费利克斯-德里约托尔的邮政编码为09120，INSEE市镇编码为09258。

## 政治
圣费利克斯-德里约托尔所属的省级选区为阿列日河谷县。

## 人口
圣费利克斯-德里约托尔于2022年1月1日时的人口数量为469人。

1962-2008年间圣费利克斯-德里约托尔人口变化图示